# Монтелимар

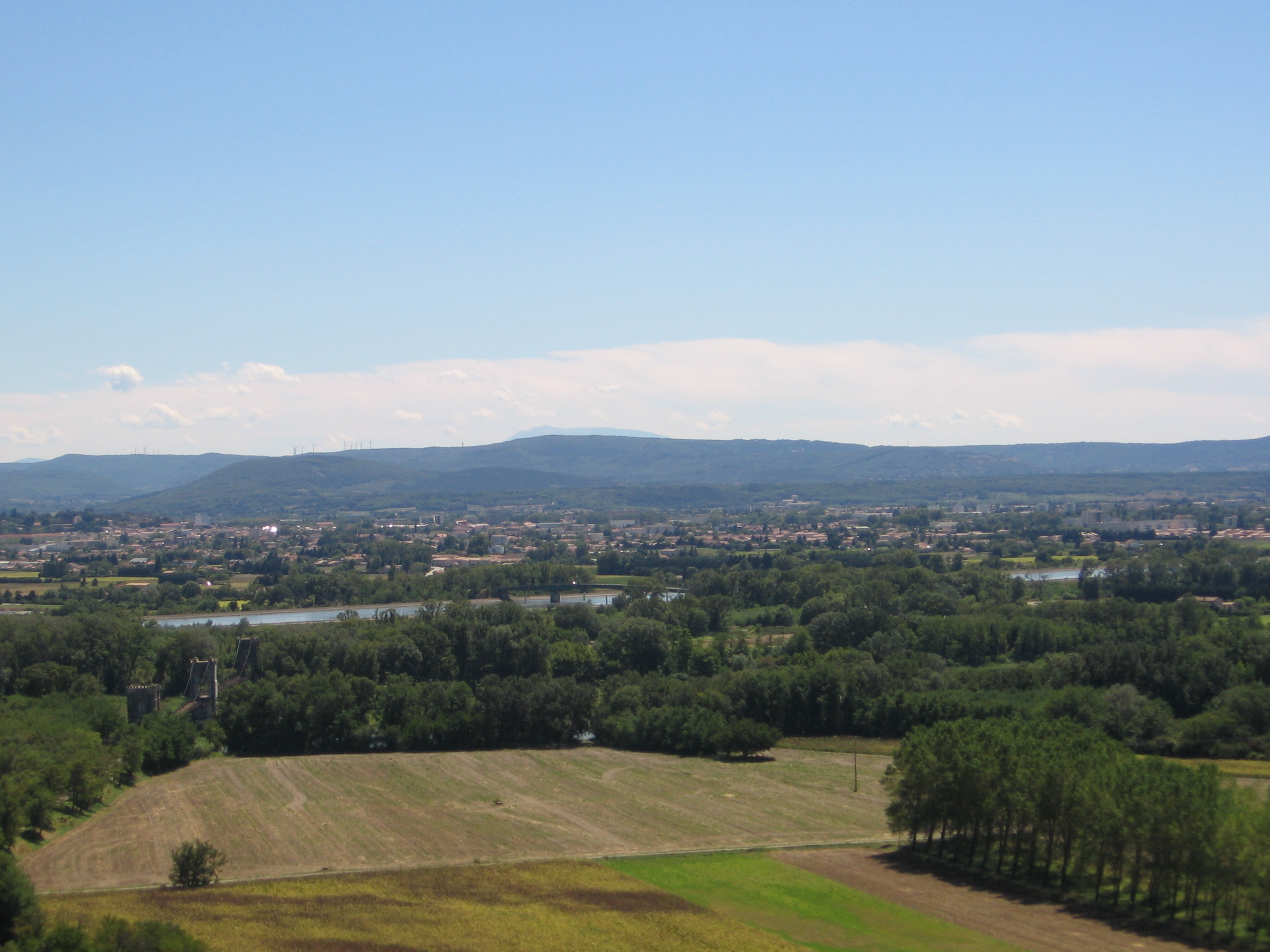
Вид на Монтелимар со стороны Роны

Монтелима́р (фр. Montélimar, окс. Montelaimar) — город и коммуна во Франции.

## География
Город Монтелимар находится на юго-востоке страны, в департаменте Дром региона Рона — Альпы, на северной границе Прованса. Входит в состав округа Ньон и состоит из 2 кантонов — Монтелимар-1 и Монтелимар-2.Он лежит в долине реки Рона, между городами Валанс и Оранж. На западе города проложен судоходный, соединённый с Роной Монтелимарский канал (фр. Canal de dérivation de Montélimar). В канал впадает протекающая через город река Робион.

## История
Монтелимар был образован вокруг построенного в XII столетии замка аристократического рода Адемар. Этот замок, как и исторический городской центр, сохранился до наших дней.
В Монтелимаре родился президент Франции Эмиль Лубе (годы президентства 1899—1906).

## Интересные факты
Город известен своей «Монтелимар-нугой», изготавливаемой там с XVI века.

## Спорт
«Монтелимар» (фр. UMS Montélimar) — французский футбольный клуб.

## Города-партнёры
- Расин, США
- Равенсбург, Германия
- Риволи, Италия
- Абердэр, Уэльс, Великобритания
- Набуль, Тунис
- Манагуа, Никарагуа
- Сисиан, Армения